# Piccoli affari sporchi
Piccoli affari sporchi (Dirty Pretty Things) è un film del 2002 diretto da Stephen Frears.
La pellicola tocca il delicato argomento del contrabbando di organi umani.

## Trama
A Londra il clandestino nigeriano Okwe lavora come tassista e come portiere di notte al Baltic Hotel e vive in affitto nella casa di Senay Gelik, una cameriera turca dello stesso albergo. Non ha molto tempo per dormire e, per tenersi sveglio, mastica foglie di qāt.
Un giorno trova un cuore umano nella tazza del bagno della stanza 510. Nel suo albergo avvengono operazioni strane ed approssimative; un rene sano a Londra viene pagato 10.000 sterline. Qualche immigrato comincia a pensare che un rene valga un buon passaporto inglese. Tanto è "come togliere un dente".  Le chiacchiere che lui sappia curare le persone cominciano a girare. Il suo direttore scopre che egli è, in realtà, un medico, un medico nigeriano latitante e ricercato perché accusato di uxoricidio (ma le cose non stanno esattamente così). La sua storia si svolge parallela con quella della sua amica turca Senay: entrambi vogliono fuggire da questa città che li umilia e li degrada.
Entrambi hanno bisogno di un passaporto nuovo; lei per raggiungere New York, lui per tornare nella sua Lagos. Senay, quindi, che già aveva dovuto cedere la sua verginità contro i suoi principi religiosi, accetta di vendere il suo rene a Juan. Okwe anziché assalire Juan reo di aver già approfittato sessualmente di Senay, chiede di poterla operare (lui che in Nigeria aveva già asportato reni anche se in patologia), almeno per poterle garantire una riuscita dell'operazione senza complicazioni, ma preparata una perfetta e sterilissima sala operatoria in una stanza d'albergo, Owke e Senay con la complicità di Juliette, una prostituta, del portiere dell'albergo russo Ivan e dell'amico cinese Guo Yi, addetto all'obitorio, il rene lo asportano a Juan e, una volta incassate le 10.000 £ e spartito il bottino sono finalmente liberi di realizzare i loro sogni.

## Riconoscimenti
- 2003 - British Independent Film Awards
  - Miglior film
  - Miglior regista
  - Miglior sceneggiatura
  - Miglior attore (Chiwetel Ejiofor)